# Vuelo 1491 de Aeroflot
El vuelo 1491 de Aeroflot era un vuelo de pasajeros nacional soviético programado desde el aeropuerto de Moscú-Vnukovo al aeropuerto de Járkov en la Unión Soviética que se estrelló el 18 de mayo de 1972 mientras descendía para aterrizar en Járkov, matando a los 122 pasajeros y la tripulación a bordo del Antonov An-10.

## Aeronave
El Antonov An-10A, registro СССР-11215 (número de fábrica 0402502, MSN 25-02), se fabricó en la planta de aviación de Vorónezh el 3 de febrero de 1961. El 7 de febrero de 1961 se entregó a la división de Aeroflot en Járkov. Estaba equipado con 4 motores turbohélice Ivchenko AI-20. Al momento del accidente la aeronave acumulaba 11.105 ciclos de vuelo y 15.483 horas de vuelo.

## Tripulación
La tripulación de vuelo responsable de pilotar la aeronave pertenecía al 87.º Escuadrón de Vuelo (Escuadrón Unido de Járkov):
- el capitán Vladimir Vasiltsov;[1]
- el primer oficial Andrei Burkovskii,
- el navegante Aleksandr Grishko,
- el ingeniero de vuelo Vladimir Shchokin,
- el operador de radio Konstantin Peresechanskii,[2]
- las azafatas Lidia Danshina y Lyudmila Kuleshova.

## Accidente
El vuelo 1491 despegó del aeropuerto de Moscú-Vnukovo a las 10:39 en ruta a Járkov en la República Socialista Soviética de Ucrania . Mientras descendía de su altitud de crucero de 7200 metros (23 600 pies) a una altitud de 1500 metros (4900 pies), el Antonov An-10 sufrió una falla estructural causado por la fatiga del material que resultó en la separación de ambas alas. El fuselaje luego se hundió en un área boscosa, matando a los 115 pasajeros y 7 tripulantes a bordo del avión.

## Investigación
Pravda informó sobre el accidente del vuelo 1491 poco después de que sucediera. En ese momento, era inusual en la Unión Soviética que hubiera informes de prensa sobre accidentes aéreos nacionales.
Se determinó que la causa probable del choque fue la falla de la sección central del ala debido a una grieta de fatiga en el panel inferior del ala central.
Tras este accidente, Aeroflot detuvo el funcionamiento del An-10.